# MZKS Chrobry Głogów
MZKS Chrobry Głogów (celým názvem Międzyzakładowy Klub Sportowy Chrobry Głogów) je fotbalový klub z města Hlohov v jihozápadním Polsku založený v roce 1946 jako GKS Energia Głogów. Domácím hřištěm je stadion Chrobry s kapacitou 2 817 míst. Klubové barvy jsou modrá, oranžová, černá a zelená.
Hraje v polské druhé lize, která se jmenuje I Liga.

## Názvy klubu
- od 1946 – GKS Energia Głogów

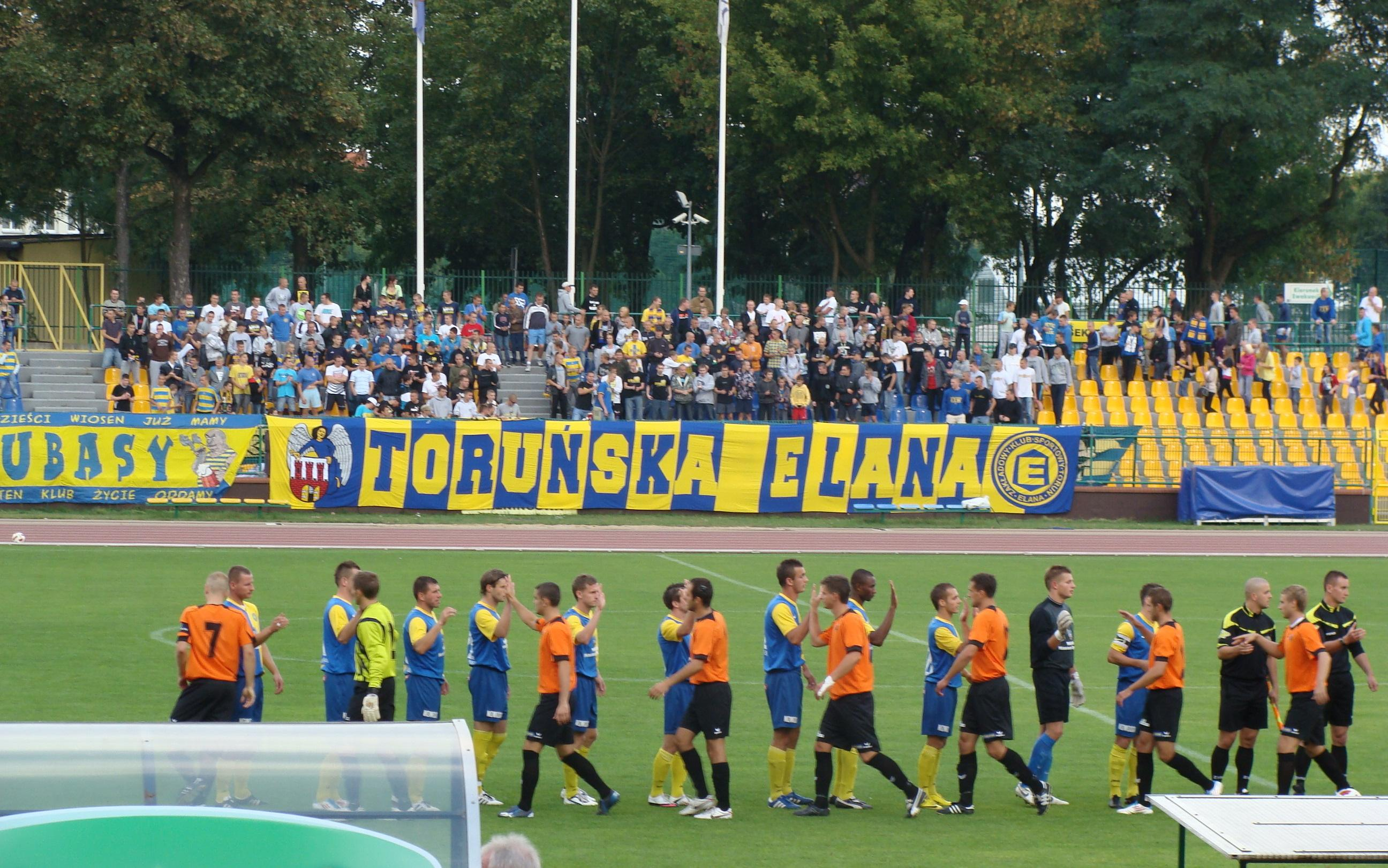
Zápas Elana Toruń - Chrobry Glogow v roce 2011

- od 17. 1. 1957 – sloučení klubů RKS Kolejarz a KS Spójnia do Międzyzakładowy Klub Sportowy (MZKS) Chrobry Głogów